# Bagdad (Australien)
Bagdad är en ort i Australien. Den ligger i kommunen Southern Midlands och delstaten Tasmanien, i den sydöstra delen av landet, omkring 29 kilometer norr om delstatshuvudstaden Hobart.
Närmaste större samhälle är Bridgewater, omkring 12 kilometer söder om Bagdad.
Trakten runt Bagdad består till största delen av jordbruksmark. Runt Bagdad är det mycket glesbefolkat, med 2 invånare per kvadratkilometer. Genomsnittlig årsnederbörd är 697 millimeter. Den regnigaste månaden är juli, med i genomsnitt 78 mm nederbörd, och den torraste är februari, med 41 mm nederbörd.